# Utterklinten, Sastmola
Utterklinten (finska: Oterööri) är en ö i Finland.   Den ligger i kommunen Sastmola i den ekonomiska regionen  Björneborgs ekonomiska region  och landskapet Satakunta, i den sydvästra delen av landet, 270 km nordväst om huvudstaden Helsingfors. Arean är 0,10 kvadratkilometer.
Terrängen på Utterklinten är mycket platt.